# Magyary-Kossa Ferenc
Nagysarlói Magyary-Kossa Ferenc (Tiszaroff (Nagy-Kun-Szolnok megye), 1826. november 13. – Budapest, 1890. szeptember 17.) földbirtokos, állatorvos, irodaigazgató, honvédhadnagy, 1848/49-es huszárszázados, hites ügyvéd.

## Élete
Magyary-Kossa István földbirtokos és Kenessey Erzsébet fia. Iskoláit a szülői háznál, majd Komáromban, Gyönkön és Pápán végezte; a jogot Pozsonyban és Pesten hallgatta; ügyvédi censurát tett 1847-ben. A szabadságharcban mint hadnagy, később mint százados vett részt. A függetlenség kimondása után visszavonult. Beutazta 1858-59-ben Német-, Francia-, Angol-, Olaszországot, Belgiumot, Hollandiát, Dániát. 1858. június 15-én megnősült. Amikor 1858-ban gazdálkodni kezdett magán kedvtelésből, állatorvosi oklevelet szerzett. Tiszaderzsi birtokán telepedett le és kiváló szenvedéllyel foglalkozott a természettudományokkal. A szerencsétlen évek és a többszöröi árvíz kényszerítették, hogy birtokait eladja; ennek folytán Budapestre költözött és a minisztérium államépítészeti osztályánál hivatalba lépett. A budapesti Fiumei úti sírkertben helyezték örök nyugalomra 1890. szeptember 19-én.
Cikke a Gazdasági Lapokban (1863. 40. sz. Ujabb kisérletek a Mac-Cormik-féle arató és kaszáló géppel.)

## Munkái
- A keleti marhavész terjedésének beoltás és állatbiztosító egyletek általi gátlása. Pest, 1862.
- Egy pár őszinte szó a tisza-abád-szalóki képviselőválasztó kerület gazdatársaimnak. Uo. 1869.
- Böngészet a természetből. Uo. 1874. Rajzokkal.
- A nagy világ. Bpest, 1881.
- A teremtés korszaka és jelene. Gyakorlati közlemények a mult és a jelenből. Természetkedvelők, mezei gazdák, iparosok számára. Uo. 1881. Öt füzet.